# Mihai Lambrino
Mihai Lambrino este un antreprenor de succes din Timișoara, cunoscut pentru inițiativele sale inovatoare în industria de valorificare a vinurilor premium. El este fondatorul Vinto și VintoShop.ro, două proiecte care au avut un impact semnificativ asupra modului în care consumatorii români interacționează cu vinurile de calitate.

## Biografie

### Origini și educație
Mihai Lambrino s-a născut într-o familie cu o puternică tradiție artistică, tatăl său fiind pictor. A absolvit un liceu cu profil de matematică-fizică în Brașov, după care a ales să studieze designul, simțind că acesta este domeniul care îl reprezintă.

#### 2007
- Începuturile în design: Mihai începe să practice designul de interior și grafic, branding și corporate identity. În paralel, lucrează timp de 10 ani în media și publicitate outdoor, acumulând o vastă experiență în aceste domenii.

#### 2017
- Lansarea Vinto: Inspirat de pasiunea sa pentru vin și design, Mihai Lambrino fondează Vinto, un concept de vinotecă-restaurant situat în inima Timișoarei. Vinto oferă clienților posibilitatea de a descoperi și savura vinuri din diverse colțuri ale lumii, alături de specialități gastronomice atent preparate de echipa din bucătăria localului.

#### 2018
- Expansiunea online: Mihai și soția sa decid să extindă pasiunea lor pentru vinuri prin crearea VintoShop.ro, un magazin online specializat în vinuri de calitate. Platforma oferă o selecție diversificată de vinuri, atât autohtone, cât și internaționale, și include resurse educative pentru consumatori.

## Antreprenoriat
Mihai Lambrino, antreprenor din Timișoara, are o pasiune profundă pentru design, moștenită de la tatăl său, pictor. După absolvirea unui liceu cu profil de matematică-fizică în Brașov, Lambrino a ales să studieze designul, simțind că acest domeniu îl reprezintă. Din 2007, el practică designul de interior și grafic, branding și corporate identity, având totodată o experiență de 10 ani în media și publicitate outdoor.
Vinul a fost întotdeauna o sursă de inspirație pentru creativitatea sa, considerând că designul și vinul sunt strâns legate prin faptul că reflectă cultura unei regiuni. După ce a cunoscut-o pe soția sa, împărtășind o pasiune comună pentru vin, Mihai a explorat din ce în ce mai mult lumea vinului. Această pasiune i-a condus către crearea unui magazin online de vinuri și, ulterior, deschiderea Vinto, un local care îmbină pasiunea pentru vin și gastronomie. Vinto este expresia acestor două pasiuni, oferind o experiență unică prin combinarea vinurilor alese cu specialitățile gastronomice.

## Premii
(selectiv)
- 2019: Localul său "Vinto" este nominalizat în prestigiosul ghid Gault&Millau[3]

## Realizări
Vinto este un concept de vinotecă-restaurant, situată în inima Timișoarei, care oferă o experiență unică iubitorilor de vin. Aceasta nu este doar o simplă vinotecă, ci un loc unde clienții pot descoperi și savura vinuri alese din diverse colțuri ale lumii, alături de specialități gastronomice atent preparate de echipa din bucătăria apreciată a celor de la Vinto, care se combină perfect cu vinurile servite. Lambrino a conceput Vinto ca pe un spațiu de întâlnire pentru pasionații de vinuri, organizând frecvent evenimente de degustare și prezentări de vinuri, unde experții din domeniu împărtășesc din cunoștințele lor. Prin această abordare, Vinto a devenit rapid un punct de referință pentru amatorii de vinuri din Timișoara și nu numai.
Pe lângă vinoteca-restaurant, Mihai Lambrino a lansat și VintoShop.ro, un magazin online specializat în vinuri de calitate. Această platformă a fost creată pentru a răspunde nevoilor consumatorilor moderni, care preferă confortul cumpărăturilor online. VintoShop.ro oferă o selecție atent curată de vinuri, atât autohtone, cât și internaționale, punând accent pe diversitate și calitate. Site-ul nu se limitează doar la vânzarea de vinuri, ci oferă și resurse educative, cum ar fi ghiduri de asociere a vinurilor cu mâncăruri și sfaturi de la somelieri experți.
Prin intermediul acestor proiecte, Mihai Lambrino a reușit să aducă o contribuție semnificativă la valorificarea vinului în România. El a reușit să combine tradiția cu inovația, creând un mediu propice pentru descoperirea și aprecierea vinurilor de calitate. Eforturile sale au fost recunoscute și apreciate atât de consumatori, cât și de specialiștii din industrie, consolidându-i poziția de lider în sectorul valorificării vinurilor din regiune.
În concluzie, Mihai Lambrino este un exemplu de antreprenor vizionar care a transformat pasiunea sa pentru vin într-o afacere de succes. Prin Vinto și VintoShop.ro, el a reușit să redefinească experiența consumatorilor de vin, promovând în același timp cultura și aprecierea vinurilor de calitate în România.
1. ↑  Nițu, Florentina (6 iulie 2020). „Afaceri de la zero. Mihai Lambrino, un designer pasionat de vinuri, a creat împreună cu soția sa un gastro wine bar sub brandul Vinto în Timișoara și vrea să francizeze conceptul”. Ziarul Financiar.
2. ↑  DANIEL BALTEANU. „Lambrino&Lambrino, Chef&Somelier, o seara de poveste la Timisoara! Delicii culinare pregatite de un chef celebru si vinuri in asociere la VinTo, restaurant prezent in prestigiosul ghid Gault&Millau”. DANIEL BALTEANU. Accesat în 2024-30-05. Verificați datele pentru: |access-date= (ajutor)
3. ↑  „Gault et Millau”, Wikipédia (în franceză), 18 aprilie 2024, accesat în 30 mai 2024
4. ↑  „Afaceri de la Zero. Cum au crescut? Mihai Lambrino a deschis în urmă cu șase ani Vinto, un gastro wine bar, la Timișoara, pe care vrea să îl ducă în anii următori în mai multe orașe din țară”. Accesat în 30 mai 2024.
5. ↑  SpotLight. „Popas în Timișoara, la Vinto Gastro Wine Bar. Mihai Lambrino: "Întotdeauna ne-am imaginat localul precum un mare, încăpător și primitor living room"”. SpotLight. Accesat în 30 mai 2024.